# Soazza
Soazza est une commune suisse du canton des Grisons, située dans la région de Moesa. Fin 2010, la commune de Soazza comptait 351 habitants.
Le centre historique du village est reconnu comme bien culturel suisse d'importance nationale.

Vue aérienne par (1953).

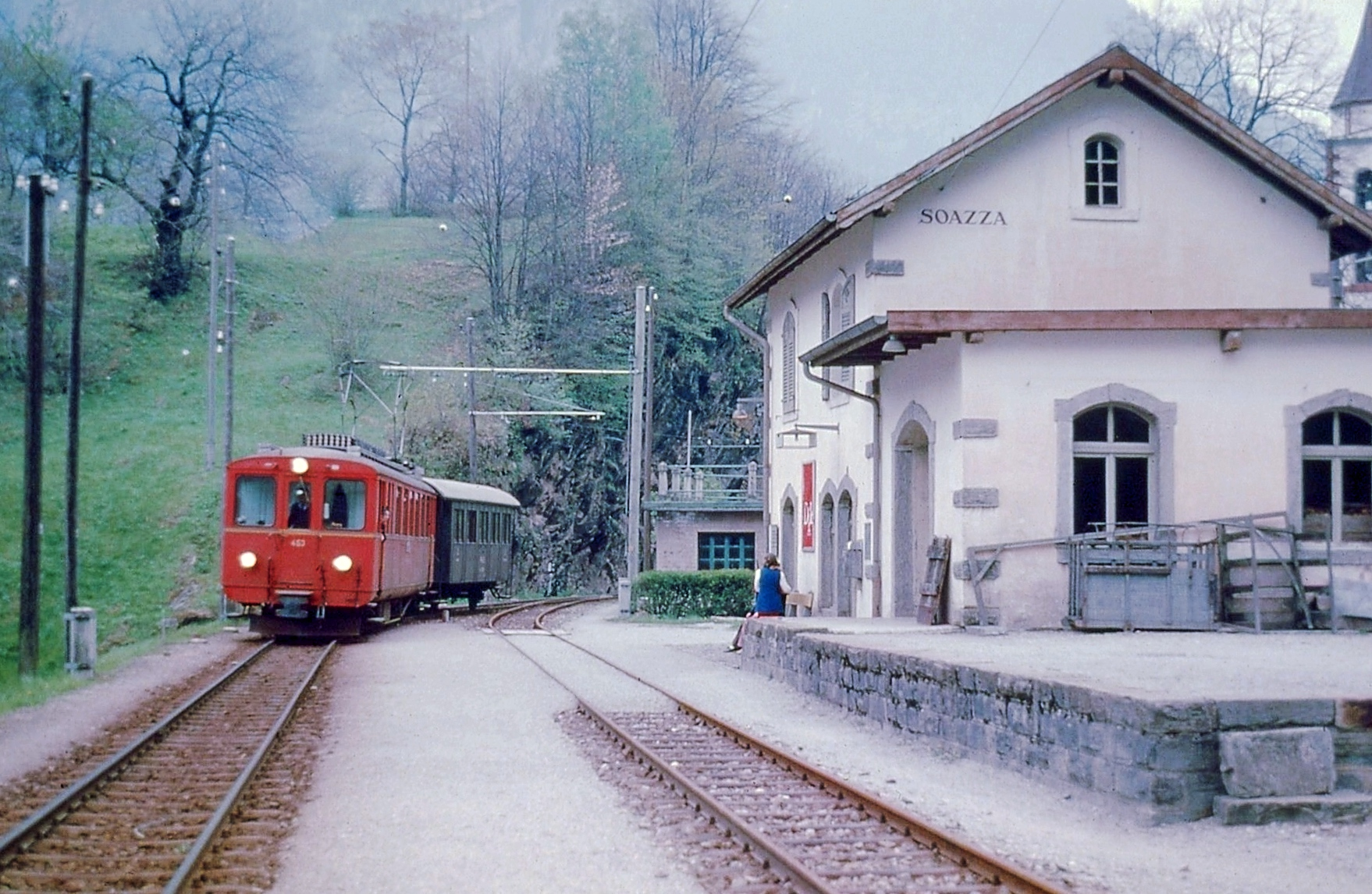
La gare, train de la ligne Bellinzone-Mesocco (1970). Photo J.-M. Bongni